# Jerry Doyle
Jerry Doyle (Nova Iorque, 16 de julho de 1956 – Las Vegas, 28 de julho de 2016) foi um ator  mais conhecido pelo personagem Michael Garibaldi da série de televisão Babylon 5 (1994–1998), radialista e comentarista político estadunidense.

## Vida pessoal
Jerry nasceu no bairro do Brooklyn, em Nova Iorque, em 1956. Era o filho mais velho de um policial e uma dona de casa. Seus primeiros seis meses de vida foram passados em um orfanato da cidade, até que ele foi adotado.
Formou-se no ensino médio em Sparta, Nova Jersey, em 1974, onde foi jogador de futebol americano e basquete. Em 1978, bacharelou-se em ciências, com ênfase na aeronáutica, pela Universidade Embry-Riddle, uma universidade privada em Daytona Beach, Flórida, onde também treinou como piloto profissional.

## Rádio e televisão
Jerry foi piloto comercial de aviões a jato e depois corretor da bolsa de valores, em Wall Street. Sua vida mudou drasticamente, quando ele se mudou para Los Angeles, em 1991, buscando a carreira de ator. Seu primeiro papel na televisão foi na série de TV Moonlighting, onde ele interpretou um possível substituto para o personagem de Bruce Willis.
Em seguida, ele foi personagem recorrente na novela The Bold and the Beautiful. Seu papel mais significativo, foi como Michael Garibaldi, chefe de segurança da estação Babylon 5, conhecido por ser irônico e ter um passado de alcoolismo. De 1996 a 1997, Jerry Doyle dublou a voz do personagem principal do desenho animado Captain Simian & the Space Monkeys.
Foi comentarista regular do programa Fox & Friends.
Nos dias da semana, a partir de 2012, das 15 às 18 horas, ia ao ar seu programa de rádio, Jerry Doyle Show, na Talk Radio Network. Era o sexto mais popular programa de rádio do país, com cerca de 3,75 milhões de ouvintes.

## Morte
Em 27 de julho de 2016, apenas 11 dias depois de seu aniversário de 60 anos, Jerry foi encontrado inconsciente em sua casa, em Las Vegas, e foi declarado morto pouco depois. A necropsia não chegou a uma conclusão definitiva sobre sua morte, atestando que ele morreu de causas naturais, mas seu longo passado com o alcoolismo pode ter sido um fato importante. Jerry não deixou filhos. Foi casado com a atriz Andrea Thompson, colega de Babylon 5, por dois anos e se divorciaram.